# Proagapete carissima
Proagapete carissima là một loài bọ cánh cứng trong họ Cerambycidae.